# Marien Tailhandier
Marien Tailhandier, dit La Beaume, né en 1665 à Clermont-Ferrand en France et mort en 1738 ou 1739 à Boucherville en Nouvelle-France, est un chirurgien dans l'armée en Nouvelle-France puis juge de la seigneurie de Boucherville.

## Biographie
Marien Tailhandier est le fils d'Antoine Tailhandier, un procureur de la justice de Masaye, et de Gilberte Bourdage,. Il arrive en Nouvelle-France en 1685 comme soldat-chirurgien dans la compagnie de Jacques-Pierre Daneau de Muy. Il devient en 1699 notaire de la seigneurie de Boucherville sur la rive droite du fleuve Saint-Laurent. En 1702, il devient notaire royal et commis de la cour. Tailhandier est aussi juge à la cour seigneuriale de Boucherville, où il acquiert des terres. Il est une figure importante dans le système seigneurial de l'époque,. 
Il épouse, le 8 janvier 1688, Madeleine Beaudry veuve Puybarau, fille de Urbain Beaudry dit Lamarche et de Madeleine Boucher. L'une de leurs deux filles, Charlotte de La Beaume, épouse Joseph Antoine Boucher de La Broquerie, un descendant de Pierre Boucher de Boucherville. 
Son nom est associé aux Grandes Battures Tailhandier, dans les îles de Boucherville de l'archipel d'Hochelaga dans le fleuve Saint-Laurent.